# 竹野村 (福岡県)
竹野村（たけのむら）は、福岡県浮羽郡にあった村。現在の久留米市の一部。

## 地理
耳納山地の北麓で、巨瀬川の下流左岸に位置していた。

## 歴史

### 沿革
- 1889年（明治22年）4月1日 - 町村制の施行により、竹野郡地徳村、竹野村、中尾村が合併して村制施行し、竹野村が発足[1][2]。
- 1896年（明治29年）4月1日 - 郡の統合により浮羽郡に所属[1][3]。
- 1908年（明治41年）- 竹野信用購買販売組合設立[1]
- 1920年（大正9年）- 製糸会社進出[1]
- 1922年（大正11年）- 綿布工場開設[1]。
- 1954年（昭和29年）12月1日 - 浮羽郡田主丸町、水分村、筑陽村、水縄村、船越村（一部）と合併し田主丸町が存続して廃止された[1][2]

### 地名の由来
『和名類聚抄』に記載の「竹野郷」から。